# Де Фуле, Альбер Луи Эмманюэль
Альбер Луи Эмманюэль де Фуле (фр. Albert Louis Emmanuel de Fouler; 1770—1831) — французский военный деятель, дивизионный генерал (1814 год), граф (1808 год), участник революционных и наполеоновских войн. Имя генерала выбито на Триумфальной арке в Париже.

## Биография
Родился в семье Эмманюэля-Жана-Жозефа Фуле (фр. Emmanuel-Jean-Joseph Fouler), конюшего короля и сеньора Реленга. В апреле 1786 года принят ко Двору в качестве королевского пажа.
12 сентября 1787 года начал военную службу в Наваррском пехотном полку (будущий 5-й линейный). Служил в Северной армии. Участвовал в кампании 1792 года. 23 марта 1793 года стал адъютантом генерала Пюлли. Затем служил штабным офицером у генералов Мортье и Друэ д’Эрлона. 24 июля 1796 года был ранен пулей в правую ногу в сражении при Швайнфурте.
16 марта 1799 года переведён в кавалерию, и возглавил роту 19-го кавалерийского полка в Майнцской армии. 16 мая 1799 года захвачен в плен австрийскими гусарами в бою при Майнбишоффсхайме. Получил свободу в процессе обмена военнопленными. 20 ноября 1799 года возглавил эскадрон 21-го конно-егерского полка в Итальянской армии.
16 октября 1800 года получил звание полковника, и назначен командиром 24-го кавалерийского полка. С 20 ноября 1801 года стал во главе 11-го кирасирского полка. При организации Двора Наполеона Фуле в 1804 году получил почётную должность конюшего Императрицы.
Со своими кирасирами участвовал в Австрийской кампании 1805 года, отличился в сражении при Аустерлице. 31 декабря 1806 года произведён в бригадные генералы и назначен командиром 2-й бригады новообразованной 3-й дивизии тяжёлой кавалерии. Участвовал в Польской кампании 1807 года. Был ранен пикой в сражении при Гейльсберге.
В Австрийской кампании 1809 года отличился 21 мая в кровопролитном сражении при Эсслинге, где отчаянно атаковал два неприятельских каре и захватил несколько орудий. Получил несколько сабельных ранений в голову, упал с лошади и попал в плен. В 10-м бюллетене Армии Германии был объявлен погибшим.
22 июля 1809 года получил свободу и с 11 августа командовал кавалерией 8-го армейского корпуса генерал-полковника Жюно. С 30 октября 1809 года занимался организацией кавалерийских полков 2-й резервной дивизии Армии Испании. С 27 января по 12 февраля 1810 года командовал 4-й бригадой 3-й драгунской дивизии.
2 февраля 1810 года стал конюшим Императора. Принимал участие во Французской кампании 1814 года. 23 марта 1814 года прямо на поле сражения при Сен-Дизье награждён чином дивизионного генерала.

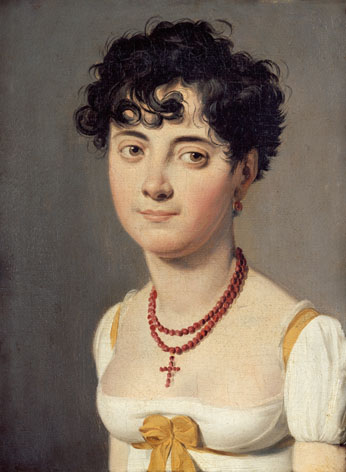
Портрет супруги генерала, Буальи

При первой Реставрации оставался без служебного назначения. 5 июля 1814 года получил должность командира эскадрона 1-й роты королевских мушкетёров.
Во время «Ста дней» вновь исполнял обязанности конюшего Императора. После второй Реставрации вышел 9 сентября 1815 года в отставку.
Был женат на Анриэтте д’Авранж (фр. Henriette Victoire Elisabeth d'Avrange), от которой имел сына Луи-Эдуарда (фр. Louis-Édouard Fouler de Relingue; 1813—1874).

## Воинские звания
- Младший лейтенант (май 1788 года);
- Лейтенант (1 сентября 1791 года);
- Капитан (1 мая 1792 года);
- Командир эскадрона (20 ноября 1799 года);
- Полковник (16 октября 1800 года);
- Бригадный генерал (31 декабря 1806 года);
- Дивизионный генерал (23 марта 1814 года, утверждён в чине 19 июля 1814 года).

## Титулы
- Граф Реленг и Империи (фр. comte Relingue et de l'Empire; декрет от 19 марта 1808 года, патент подтверждён 16 сентября 1808 года)[1].

## Награды
Легионер ордена Почётного легиона (11 декабря 1803 года)
 Офицер ордена Почётного легиона (14 июня 1804 года)
 Коммандан ордена Почётного легиона (25 декабря 1805 года)
 Великий офицер ордена Почётного легиона (19 марта 1815 года)
 Кавалер военного ордена Святого Людовика (19 марта 1815 года)